# Метод Оцу
Метод Оцу (англ. Otsu's method)  — это алгоритм вычисления порога бинаризации для полутонового изображения, используемый в области компьютерного распознавания образов и обработки изображений для получения чёрно-белых изображений. Назван в честь доктора инженерии Токийского университета Нобуюки Отсу.
Алгоритм позволяет разделить пиксели двух классов («полезные» и «фоновые»), рассчитывая такой порог, чтобы внутриклассовая дисперсия была минимальной. Метод Оцу также имеет улучшенную версию для поддержки нескольких уровней изображения, который получил название мульти-Оцу метод.
В различных русскоязычных источниках можно встретить различные способы написания фамилии автора, например, можно встретить Метод Отса или Метод Отсу.

## Математический метод
Метод Оцу ищет порог, уменьшающий дисперсию внутри класса, которая определяется как взвешенная сумма дисперсий двух классов:

{\displaystyle \sigma _{w}^{2}(t)=\omega _{1}(t)\sigma _{1}^{2}(t)+\omega _{2}(t)\sigma _{2}^{2}(t)},
где {\displaystyle i} — число, указывающее на класс пикселя, веса {\displaystyle \omega _{i}} — это вероятности двух классов, разделённых порогом {\displaystyle t}, {\displaystyle \sigma _{i}^{2}} — дисперсия этих классов.
Оцу показал, что минимизация дисперсии внутри класса равносильна максимизации дисперсии между классами:

{\displaystyle \sigma _{b}^{2}(t)=\sigma ^{2}-\sigma _{w}^{2}(t)=\omega _{1}(t)\omega _{2}(t)\left[\mu _{1}(t)-\mu _{2}(t)\right]^{2}}
которая выражается в терминах вероятности {\displaystyle \omega _{i}} и среднего арифметического класса {\displaystyle \mu _{i}}, которое, в свою очередь, может обновляться итеративно. Эта идея привела к эффективному алгоритму.

### Алгоритм
Пусть дано полутоновое изображение {\displaystyle G(i,j),i={\overline {1,Height}},j={\overline {1,Width}}.} Счётчик повторений {\displaystyle k=0.}
1. Вычислить гистограмму {\displaystyle p(l)} изображения и частоту {\displaystyle N(l)} для каждого уровня интенсивности изображения {\displaystyle G}.
2. Вычислить начальные значения для {\displaystyle \omega _{1}(0),\omega _{2}(0)} и {\displaystyle \mu _{1}(0),\mu _{2}(0).}
3. Для каждого значения {\displaystyle t={\overline {1,max(G)}}} — полутона — горизонтальная ось гистограммы:
  - Обновляем {\displaystyle \omega _{1},\omega _{2}} и {\displaystyle \mu _{1},\mu _{2}};
  - Вычисляем минимизацию дисперсии внутри класса: {\displaystyle \sigma _{b}^{2}(t)=\omega _{1}(t)\omega _{2}(t)\left[\mu _{1}(t)-\mu _{2}(t)\right]^{2}};
  - Если {\displaystyle \sigma _{b}^{2}(t)} больше, чем имеющееся, то запоминаем {\displaystyle \sigma _{b}^{2}} и значение порога {\displaystyle t}, ведь искомый порог соответствует максимуму , иначе повторяем действие 3.
4. Искомый порог соответствует максимуму {\displaystyle \sigma _{b}^{2}(t).}
5. Вычисляем итеративно обновляемое среднее арифметическое класса {\displaystyle \mu _{i}}:
  - {\displaystyle N_{T}=\sum _{i=0}^{max(G)}{p(i)}},
  - {\displaystyle \omega _{1}(t)={{\sum _{i=0}^{t-1}{p(i)}} \over {N_{T}}}={\sum _{i=0}^{t-1}{N(i)}},\quad \omega _{2}(t)=1-\omega _{1}(t)},
  - {\displaystyle \mu _{T}={{\sum _{i=0}^{max(G)}{i\cdot p(i)}} \over {N_{T}}}={\sum _{i=0}^{max(G)}{i\cdot N(i)}},}
  - {\displaystyle \mu _{1}(t)={{\sum _{i=0}^{t-1}{i\cdot p(i)}} \over {N_{T}\cdot \omega _{1}(t)}}={{\sum _{i=0}^{t-1}{i\cdot N(i)}} \over {\omega _{1}(t)}},\quad \mu _{2}(t)={{\mu _{T}-\mu _{1}(t)\cdot \omega _{1}(t)} \over {\omega _{2}(t)}}.}

|  |  |

## Программная реализация

### JavaScript
В данной функции аргумент pixelsNumber является общим числом пикселей изображения, а аргумент histogram — гистограмма 8-битового полутонового изображения, представленная в виде одномерного массива, в котором номер элемента кодирует номер полутона, а значение поля — количество пикселей с этим полутоном.
```
function
 
otsu
(
histogram
,
 
pixelsNumber
)
 
{

	
var
 
sum
 
=
 
0

	  
,
 
sumB
 
=
 
0

	  
,
 
wB
 
=
 
0

	  
,
 
wF
 
=
 
0

      
,
 
mB

	  
,
 
mF

	  
,
 
max
 
=
 
0

	  
,
 
between

	  
,
 
threshold
 
=
 
0
;

	
for
 
(
var
 
i
 
=
 
0
;
 
i
 
<
 
256
;
 
++
i
)
 
{

      
wB
 
+=
 
histogram
[
i
];

      
if
 
(
wB
 
==
 
0
)

        
continue
;

      
wF
 
=
 
pixelsNumber
 
-
 
wB
;

      
if
 
(
wF
 
==
 
0
)

        
break
;

      
sumB
 
+=
 
i
 
*
 
histogram
[
i
];

      
mB
 
=
 
sumB
 
/
 
wB
;

      
mF
 
=
 
(
sum
 
-
 
sumB
)
 
/
 
wF
;

      
between
 
=
 
wB
 
*
 
wF
 
*
 
Math
.
pow
(
mB
 
-
 
mF
,
 
2
);

      
if
 
(
between
 
>
 
max
)
 
{

        
max
 
=
 
between
;

        
threshold
 
=
 
i
;

      
}

    
}

    
return
 
threshold
;

}

// To test: open any image in browser and run code in console

var
 
im
 
=
 
document
.
getElementsByTagName
(
'img'
)[
0
]

  
,
 
cnv
 
=
 
document
.
createElement
(
'canvas'
)

  
,
 
ctx
 
=
 
cnv
.
getContext
(
'2d'
);

cnv
.
width
 
=
 
im
.
width
;

cnv
.
height
 
=
 
im
.
height
;

ctx
.
drawImage
(
im
,
 
0
,
 
0
);

var
 
imData
 
=
 
ctx
.
getImageData
(
0
,
 
0
,
 
cnv
.
width
,
 
cnv
.
height
)

  
,
 
histogram
 
=
 
Array
(
256
)

  
,
 
i

  
,
 
red

  
,
 
green

  
,
 
blue

  
,
 
gray
;

for
 
(
i
 
=
 
0
;
 
i
 
<
 
256
;
 
++
i
)

	
histogram
[
i
]
 
=
 
0
;

for
 
(
i
 
=
 
0
;
 
i
 
<
 
imData
.
data
.
length
;
 
i
 
+=
 
4
)
 
{

  
red
 
=
 
imData
.
data
[
i
];

  
blue
 
=
 
imData
.
data
[
i
 
+
 
1
];

  
green
 
=
 
imData
.
data
[
i
 
+
 
2
];

  
// alpha = imData.data[i + 3];

  
// https://en.wikipedia.org/wiki/Grayscale

  
gray
 
=
 
red
 
*
 
.2126
 
+
 
green
 
*
 
.7152
 
+
 
blue
 
*
 
.0722
;

  
histogram
[
Math
.
round
(
gray
)]
 
+=
 
1
;

}

var
 
threshold
 
=
 
otsu
(
histogram
,
 
imData
.
data
.
length
 
/
 
4
);

console
.
log
(
"threshold =%s"
,
 
threshold
);

for
 
(
i
 
=
 
0
;
 
i
 
<
 
imData
.
data
.
length
;
 
i
 
+=
 
4
)
 
{

  
imData
.
data
[
i
]
 
=
 
imData
.
data
[
i
 
+
 
1
]
 
=
 
imData
.
data
[
i
 
+
 
2
]
 
=

    
imData
.
data
[
i
]
 
>=
 
threshold
 
?
 
255
 
:
 
0
;

  
// opacity 255 = 100%

  
imData
.
data
[
i
 
+
 
3
]
 
=
 
255
;

}

ctx
.
putImageData
(
imData
,
 
0
,
 
0
);

document
.
body
.
appendChild
(
cnv
);

console
.
log
(
"finished"
);

```

При выполнении этого кода в браузере рядом с оригиналом появится чёрно-белое изображение, которое было получено при следовании этого алгоритма. Примерный результат можно найти здесь.

### Реализация на языке C
```
// Количество уровней интенсивности у изображения.

// Стандартно для серого изображения -- это 256. От 0 до 255.

const
 
int
 
INTENSITY_LAYER_NUMBER
 
=
 
256
;

// Возвращает гистограмму по интенсивности изображения от 0 до 255 включительно

void
 
calculateHist
(
const
 
IMAGE
 
*
image
,
 
const
 
int
 
size
,
 
int
*
 
hist
)
 
{

    
// Иницилизируем гистограмму нулями

    
memset
(
hist
,
 
0
,
 
INTENSITY_LAYER_NUMBER
 
*
 
sizeof
(
*
hist
));

    
// Вычисляем гистограмму

    
for
 
(
int
 
i
 
=
 
0
;
 
i
 
<
 
size
;
 
++
i
)
 
{

        
++
hist
[
image
[
i
]];

    
}

}

// Посчитать сумму всех интенсивностей

int
 
calculateIntensitySum
(
const
 
IMAGE
 
*
image
,
 
const
 
int
 
size
)
 
{

    
int
 
sum
 
=
 
0
;

    
for
 
(
int
 
i
 
=
 
0
;
 
i
 
<
 
size
;
 
++
i
)
 
{

        
sum
 
+=
 
image
[
i
];

    
}

    
return
 
sum
;

}

// Функция возвращает порог бинаризации для полутонового изображения image с общим числом пикселей size.

// const IMAGE *image содержит интенсивность изображения от 0 до 255 включительно.

// size -- количество пикселей в image.

int
 
otsuThreshold
(
const
 
IMAGE
 
*
image
,
 
const
 
int
 
size
)
 
{

    
int
 
hist
[
INTENSITY_LAYER_NUMBER
];

    
calculateHist
(
image
,
 
size
,
 
hist
);

    
// Необходимы для быстрого пересчёта разности дисперсий между классами

    
int
 
all_pixel_count
 
=
 
size
;

    
int
 
all_intensity_sum
 
=
 
calculateIntensitySum
(
image
,
 
size
);

    
int
 
best_thresh
 
=
 
0
;

    
double
 
best_sigma
 
=
 
0.0
;

    
int
 
first_class_pixel_count
 
=
 
0
;

    
int
 
first_class_intensity_sum
 
=
 
0
;

    
// Перебираем границу между классами

    
// thresh < INTENSITY_LAYER_NUMBER - 1, т.к. при 255 в ноль уходит знаменатель внутри for

    
for
 
(
int
 
thresh
 
=
 
0
;
 
thresh
 
<
 
INTENSITY_LAYER_NUMBER
 
-
 
1
;
 
++
thresh
)
 
{

        
first_class_pixel_count
 
+=
 
hist
[
thresh
];

        
first_class_intensity_sum
 
+=
 
thresh
 
*
 
hist
[
thresh
];

        
double
 
first_class_prob
 
=
 
first_class_pixel_count
 
/
 
(
double
)
 
all_pixel_count
;

        
double
 
second_class_prob
 
=
 
1.0
 
-
 
first_class_prob
;

        
double
 
first_class_mean
 
=
 
first_class_intensity_sum
 
/
 
(
double
)
 
first_class_pixel_count
;

        
double
 
second_class_mean
 
=
 
(
all_intensity_sum
 
-
 
first_class_intensity_sum
)
 

            
/
 
(
double
)
 
(
all_pixel_count
 
-
 
first_class_pixel_count
);

        
double
 
mean_delta
 
=
 
first_class_mean
 
-
 
second_class_mean
;

        
double
 
sigma
 
=
 
first_class_prob
 
*
 
second_class_prob
 
*
 
mean_delta
 
*
 
mean_delta
;

        
if
 
(
sigma
 
>
 
best_sigma
)
 
{

            
best_sigma
 
=
 
sigma
;

            
best_thresh
 
=
 
thresh
;

        
}

    
}

   
return
 
best_thresh
;

}

```